# Nati il 14 gennaio
| Questa pagina contiene informazioni ricavate automaticamente dalle voci biografiche con l'ausilio del template Bio e di un bot. L'aggiornamento è periodico e automatico e ricostruisce completamente la pagina. Se manca una persona in questa lista, sei pregato di non aggiungerla, ma accertati piuttosto che la sua voce biografica contenga il template Bio e che i dati anagrafici siano correttamente compilati. Se il template Bio manca, inseriscilo tu stesso o, in alternativa, metti l'avviso {{tmp\|Bio}} che ne segnala la mancanza. Se i dati riportati sono sbagliati, correggi direttamente la voce biografica; le modifiche saranno visibili in questa lista entro pochi giorni. Per chiarimenti vedi il progetto biografie. La lista contiene solo le 1.261 persone che sono citate nell'enciclopedia e per le quali è stato implementato correttamente il template Bio. Pagina aggiornata al 17 ago 2025. |

## I secolo a.C.(2)
- 83 a.C. - Marco Antonio, politico e generale romano († 30 a.C.)
- 38 a.C. - Druso maggiore, militare e politico romano († 9 a.C.)

## VIII secolo(1)
- 771 - Costantino VI, imperatore bizantino († 797)

## XI secolo(1)
- 1094 - Eudocia Comnena, principessa bizantina

## XII secolo(1)
- 1131 - Valdemaro I di Danimarca, re danese († 1182)

## XIII secolo(1)
- 1273 - Giovanna I di Navarra, regina († 1305)

## XV secolo(4)
- 1450 - Yejong di Joseon, re coreano († 1469)
- 1451 - Franchino Gaffurio, teorico musicale e compositore italiano († 1522)
- 1456 - Giovanni Nesi, filosofo italiano († 1506)
- 1457 - Giovanni della Rovere, condottiero e politico italiano († 1501)

## XVI secolo(7)
- 1507 - Caterina d'Asburgo, sovrana († 1578)
- 1507 - Luca Longhi, pittore italiano († 1580)
- 1516 - Herluf Trolle, ammiraglio danese († 1565)
- 1552 - Alberico Gentili, giurista italiano († 1608)
- 1555 - Alessandro Orologio, musicista e compositore italiano († 1633)
- 1566 - Angelo Notari, compositore italiano († 1663)
- 1591 - Paolo Mattei, nobile, presbitero e funzionario italiano († 1638)

## XVII secolo(19)
- 1610 - Sidney Godolphin, poeta e politico britannico († 1643)
- 1618 - Jan Six, politico, mecenate e collezionista d'arte olandese († 1700)
- 1623 - Ferenc II Nádasdy, militare ungherese († 1671)
- 1624 - Pedro Roldán, scultore spagnolo († 1699)
- 1628 - Johannes Walter Sluse, cardinale belga († 1687)
- 1629 - Cornelis Jansz Mejjer, ingegnere olandese († 1701)
- 1637 - Jacob Breyne, botanico tedesco († 1697)
- 1637 - Mattia de Rossi, ingegnere e architetto italiano († 1695)
- 1638 - Carlo Fiorentino di Salm, militare olandese († 1676)
- 1656 - Giovanna Maddalena di Sassonia-Altenburg, duchessa tedesca († 1686)
- 1662 - Giovanna Maria di Monaco, religiosa monegasca († 1741)
- 1662 - Maria Teresa di Monaco, religiosa monegasca († 1738)
- 1683 - Giuseppe Antonini, geografo italiano († 1765)
- 1683 - Gottfried Silbermann, organaro tedesco († 1753)
- 1684 - Johann Matthias Hase, matematico e cartografo tedesco († 1742)
- 1684 - Jean-Baptiste van Loo, pittore francese († 1745)
- 1689 - Dorotea Sofia d'Assia-Darmstadt, nobile († 1723)
- 1699 - Jakob Adlung, organista e teorico della musica tedesco († 1762)
- 1700 - Christian Friedrich Henrici, poeta e librettista tedesco († 1764)

## XVIII secolo(40)
- 1702 - Nakamikado, imperatore giapponese († 1737)
- 1704 - Giovanni Domenico Barbieri, architetto svizzero († 1764)
- 1705 - Jean Baptiste Charles Bouvet de Lozier, navigatore e esploratore francese († 1786)
- 1706 - Augusto Giorgio di Baden-Baden, sovrano tedesco († 1771)
- 1708 - Charles Armand René de La Trémoille, nobile francese († 1741)
- 1711 - Vespasiano Ripa Buschetti di Giaglione, nobile italiano († 1770)
- 1714 - Philippe Caffieri, scultore francese († 1774)
- 1719 - Daniel Nettelbladt, giurista tedesco († 1791)
- 1727 - Gaetano Callido, organaro italiano († 1813)
- 1730 - William Whipple, militare e politico statunitense († 1785)
- 1732 - Joseph Daquin, medico francese († 1815)
- 1733 - Aleksandr Sergeevič Stroganov, nobile e politico russo († 1811)
- 1740 - Antonio Felice Zondadari, cardinale e arcivescovo cattolico italiano († 1823)
- 1741 - Benedict Arnold, generale statunitense († 1801)
- 1742 - Louis François Perrin de Précy, generale e nobile francese († 1820)
- 1751 - Franz von Zeiller, giurista austriaco († 1828)
- 1753 - Jan Chrystian Kamsetzer, architetto e pittore tedesco († 1795)
- 1754 - Jean-Ignace Jacqueminot, giurista e politico francese († 1813)
- 1756 - Franz Leopold Lafontaine, chirurgo tedesco († 1812)
- 1760 - George FitzRoy, IV duca di Grafton, nobile e politico britannico († 1844)
- 1760 - Francis Johnston, architetto irlandese († 1829)
- 1767 - Maria Teresa Giuseppa d'Asburgo-Lorena, nobildonna († 1827)
- 1770 - Adam Jerzy Czartoryski, nobile, politico e scrittore polacco († 1861)
- 1771 - Eugenio Michitelli, architetto e ingegnere italiano († 1826)
- 1771 - Jean Reynier, generale francese († 1814)
- 1773 - William Pitt Amherst, diplomatico e politico britannico († 1857)
- 1773 - Catherine Pakenham, nobildonna irlandese († 1831)
- 1777 - William Martin Leake, diplomatico, numismatico e antiquario britannico († 1860)
- 1780 - Pierre Jean Robiquet, chimico francese († 1840)
- 1782 - Carl Ferdinand Langhans, architetto tedesco († 1869)
- 1783 - Wilson Lumpkin, politico statunitense († 1870)
- 1785 - Giovanni Rossi, presbitero e scrittore italiano († 1867)
- 1790 - Feliks Paweł Jarocki, zoologo e entomologo polacco († 1865)
- 1793 - Wojciech Chrzanowski, generale e cartografo polacco († 1861)
- 1794 - Valentín Canalizo, generale e politico messicano († 1850)
- 1794 - Erik Sjöberg, poeta svedese († 1828)
- 1796 - Charles de Charette de La Contrie, ufficiale francese († 1848)
- 1797 - George Agar-Ellis, I barone Dover, politico e scrittore irlandese († 1833)
- 1798 - Johan Rudolph Thorbecke, politico olandese († 1872)
- 1800 - Ludwig von Köchel, musicologo austriaco († 1877)

## XIX secolo(172)
- 1801 - Adolphe Théodore Brongniart, botanico francese († 1876)
- 1801 - Jane Welsh Carlyle, scrittrice scozzese († 1866)
- 1802 - Friedrich Fueter, politico svizzero († 1858)
- 1802 - Léon Halévy, drammaturgo, storico e giornalista francese († 1883)
- 1806 - Cesare Castiglioni, medico italiano († 1871)
- 1806 - Matthew Fontaine Maury, meteorologo e oceanografo statunitense († 1873)
- 1806 - Ruggiero Gabaleone di Salmour, economista e politico italiano († 1878)
- 1806 - Carlo Marochetti, scultore italiano († 1867)
- 1807 - Hilario Ascásubi, poeta argentino († 1875)
- 1808 - Manuel Jimenes, politico dominicano († 1854)
- 1809 - Bonifacio Wimmer, monaco cristiano e missionario tedesco († 1887)
- 1813 - Achille De Zigno, botanico, geologo e paleontologo italiano († 1892)
- 1813 - Giacomo Sacchero, librettista, poeta e botanico italiano († 1875)
- 1814 - Luigi Dottesio, patriota italiano († 1851)
- 1814 - Michele Pironti, politico e patriota italiano († 1885)
- 1815 - Eduard Petzold, architetto del paesaggio tedesco († 1891)
- 1816 - Angelo Angelucci, architetto italiano († 1891)
- 1816 - Thilo Irmisch, botanico tedesco († 1879)
- 1817 - Vincenzo Giordano Orsini, generale e politico italiano († 1889)
- 1818 - Ole Jacob Broch, politico, fisico e economista norvegese († 1889)
- 1818 - Michele Morini, politico italiano († 1886)
- 1818 - Agostino Todaro, giurista, botanico e politico italiano († 1892)
- 1818 - Zacharias Topelius, scrittore finlandese († 1898)
- 1819 - Fabio Campana, compositore e direttore d'orchestra italiano († 1882)
- 1820 - Domenico Perrero, letterato e storico italiano († 1899)
- 1821 - Salomon Hermann Mosenthal, drammaturgo, scrittore e librettista tedesco († 1877)
- 1821 - Cesare Studiati, medico e politico italiano († 1894)
- 1823 - Carlo III di Parma, nobile italiano († 1854)
- 1824 - Vladimir Vasil'evič Stasov, critico d'arte e critico musicale russo († 1906)
- 1828 - Sebastiano De Albertis, pittore italiano († 1897)
- 1828 - Pietro Foti, patriota e politico italiano († 1909)
- 1828 - Luigi Indelli, politico italiano († 1903)
- 1830 - Charlotte Woodward Pierce, insegnante, stilista e attivista statunitense († 1924)
- 1831 - Giorgio Vittorio di Waldeck e Pyrmont, nobile tedesco († 1893)
- 1835 - Ludwig Abel, violinista, compositore e direttore d'orchestra tedesco († 1895)
- 1835 - Charles Anderson-Pelham, III conte di Yarborough, nobile inglese († 1875)
- 1835 - Felix Otto Dessoff, direttore d'orchestra e compositore tedesco († 1892)
- 1835 - Alexander Mackennal, religioso britannico († 1904)
- 1835 - Marcelo Spínola y Maestre, cardinale e arcivescovo cattolico spagnolo († 1906)
- 1836 - Henri Fantin-Latour, pittore francese († 1904)
- 1836 - Judson Kilpatrick, generale e politico statunitense († 1881)
- 1837 - Carlo Meyer, militare e politico italiano († 1897)
- 1838 - Giovanni Caramiello, arpista e compositore italiano († 1938)
- 1840 - Emilio Bozzano, compositore e organista italiano († 1918)
- 1840 - Alberto Cerruti, generale e politico italiano († 1912)
- 1840 - Hilarión Daza Groselle, politico boliviano († 1894)
- 1841 - Berthe Morisot, pittrice francese († 1895)
- 1845 - Henry Petty-Fitzmaurice, V marchese di Lansdowne, politico britannico († 1927)
- 1846 - Gaudérique Roget, generale francese († 1917)
- 1847 - Alberto Barberis, filosofo e religioso italiano († 1896)
- 1847 - Borden Parker Bowne, teologo, filosofo e pastore protestante statunitense († 1910)
- 1847 - Johannes Orth, patologo tedesco († 1923)
- 1847 - Charles René Zeiller, botanico e paleontologo francese († 1915)
- 1849 - Alfhild Agrell, attrice e scrittrice svedese († 1923)
- 1850 - Pierre Loti, scrittore e militare francese († 1923)
- 1850 - Jean de Reszke, tenore e insegnante polacco († 1925)
- 1850 - Aleksej Aleksandrovič Romanov, nobile russo († 1908)
- 1851 - Rainer Ludwig Claisen, chimico tedesco († 1930)
- 1851 - Girolamo Ragusa Moleti, poeta, scrittore e giornalista italiano († 1917)
- 1851 - Genesio Sampieri, fantino italiano († 1900)
- 1853 - Laura Rappoldi, pianista austriaca († 1925)
- 1854 - Matilde Augusta di Urach, principessa tedesca († 1907)
- 1855 - Raymond Saleilles, giurista francese († 1912)
- 1855 - Morris Simmonds, medico tedesco († 1925)
- 1855 - Homer Watson, pittore canadese († 1936)
- 1857 - Alice Pike Barney, pittrice statunitense († 1931)
- 1858 - Patrick Joseph Kennedy, imprenditore e politico statunitense († 1929)
- 1858 - Alois Riegl, storico dell'arte austriaco († 1905)
- 1859 - Léonce Bénédite, critico d'arte francese († 1925)
- 1859 - Francisco Ferrer Guardia, anarchico e pedagogista spagnolo († 1909)
- 1860 - George Hampson, entomologo inglese († 1936)
- 1860 - Ernst von Hoeppner, generale tedesco († 1922)
- 1861 - Mehmet VI, sultano ottomano († 1926)
- 1863 - Kishida Toshiko, scrittrice e oratrice giapponese († 1901)
- 1863 - Ljubomir Miletič, slavista bulgaro († 1937)
- 1863 - Richard Felton Outcault, fumettista e illustratore statunitense († 1928)
- 1863 - Manuel Gomes da Costa, generale e politico portoghese († 1929)
- 1864 - Joseph Wright, canottiere canadese († 1950)
- 1865 - Richard von Berendt, generale tedesco († 1953)
- 1868 - Henry Wald Bettmann, compositore di scacchi statunitense († 1935)
- 1868 - Noe Zhordania, politico e rivoluzionario georgiano († 1953)
- 1869 - Robert Fournier-Sarlovèze, giocatore di polo e politico francese († 1937)
- 1871 - Pamela Wyndham, nobildonna e scrittrice inglese († 1928)
- 1872 - Georges Ivanovič Gurdjieff, filosofo, scrittore e mistico armeno († 1949)
- 1872 - Peppino Mereu, poeta italiano († 1901)
- 1872 - Henry Petty-Fitzmaurice, VI marchese di Lansdowne, militare e politico britannico († 1936)
- 1873 - Rhoda Abbott, inglese († 1946)
- 1873 - André Bloch, compositore francese († 1960)
- 1873 - Albert Paulig, attore tedesco († 1933)
- 1873 - Moisej Solomonovič Urickij, politico e rivoluzionario russo († 1918)
- 1873 - Roberto di Württemberg, principe tedesco († 1947)
- 1874 - Adrian Fortescue, presbitero britannico († 1923)
- 1874 - John Francis Gathorne-Hardy, generale inglese († 1949)
- 1875 - Thurlow Bergen, attore statunitense († 1954)
- 1875 - Felix Hamrin, politico svedese († 1937)
- 1875 - Albert Schweitzer, medico, teologo e filantropo tedesco († 1965)
- 1876 - Jules Baillaud, astronomo francese († 1960)
- 1876 - Robert Loraine, attore, impresario teatrale e aviatore inglese († 1935)
- 1878 - Victor Segalen, scrittore e etnografo francese († 1919)
- 1879 - František Jehlička, politico, saggista e presbitero slovacco († 1939)
- 1880 - Pierre-Marie Gerlier, cardinale e arcivescovo cattolico francese († 1965)
- 1880 - Reginald Claypoole Vanderbilt, statunitense († 1925)
- 1881 - Domenico Cento, militare italiano († 1933)
- 1881 - Vladimir Vlasenko, calciatore russo
- 1882 - Hendrik Willem van Loon, giornalista, storico e scrittore olandese († 1944)
- 1883 - Bulmer Hobson, rivoluzionario irlandese († 1969)
- 1883 - Nina Ricci, stilista italiana († 1970)
- 1884 - Tetsuzan Nagata, generale giapponese († 1935)
- 1885 - Oskar Bengtsson, calciatore svedese († 1972)
- 1885 - Lamberto Bergamini, tenore italiano († 1957)
- 1885 - John Alden Mason, antropologo, archeologo e linguista statunitense († 1967)
- 1885 - Constantin Sănătescu, generale e politico rumeno († 1947)
- 1886 - Clara Beranger, sceneggiatrice e commediografa statunitense († 1956)
- 1886 - Aldo Colombo, calciatore italiano († 1918)
- 1886 - Hugh Lofting, scrittore britannico († 1947)
- 1886 - Vincent Matthews, calciatore inglese († 1950)
- 1886 - Franz Josef Popp, ingegnere e manager austriaco († 1954)
- 1887 - Charles Marion, cavaliere francese († 1944)
- 1887 - Giovanni Ravelli, motociclista e aviatore italiano († 1919)
- 1887 - Cayetano Saporiti, calciatore uruguaiano († 1954)
- 1888 - Aldo Gardini, imprenditore e politico italiano († 1958)
- 1888 - Silvio Polloni, pittore e disegnatore italiano († 1972)
- 1889 - Andreas Asīmakopoulos, nuotatore e pallanuotista greco
- 1889 - Vincenzo Davico, compositore italiano († 1969)
- 1889 - Dino Giannotti, medico e scrittore italiano († 1957)
- 1890 - Arthur Holmes, geofisico e geologo inglese († 1965)
- 1890 - John Lucas, generale statunitense († 1949)
- 1890 - Ugo Savorana, scultore e pittore italiano († 1984)
- 1890 - Maximilian Wengler, generale tedesco († 1945)
- 1891 - Sinibaldo Vellei, militare italiano († 1915)
- 1892 - Paul Forell, calciatore tedesco († 1959)
- 1892 - Attilio Marinoni, pilota automobilistico italiano († 1940)
- 1892 - Martin Niemöller, teologo e pastore protestante tedesco († 1984)
- 1892 - Herbert Prince, calciatore inglese († 1986)
- 1892 - Hal Roach, regista e produttore cinematografico statunitense († 1992)
- 1893 - Giuseppe Boattini, architetto e pittore italiano († 1967)
- 1893 - Albert Jourda, calciatore francese († 1961)
- 1893 - Federico Lazzaro, politico italiano († 1970)
- 1893 - Eugenio Porrati, calciatore italiano († 1952)
- 1893 - Cesco Tomaselli, giornalista e scrittore italiano († 1963)
- 1894 - Karl von Eberstein, generale tedesco († 1979)
- 1894 - Luigi Tamburrano, politico italiano († 1964)
- 1894 - Ecaterina Teodoroiu, militare rumena († 1917)
- 1895 - Harry Hardy, calciatore inglese († 1969)
- 1895 - Rudolf Soutschek, allenatore di calcio e calciatore austriaco († 1960)
- 1896 - John Dos Passos, scrittore, giornalista e saggista statunitense († 1970)
- 1896 - Dino Giacobbe, politico, partigiano e ingegnere italiano († 1984)
- 1896 - Ildefonso Rea, vescovo cattolico e abate italiano († 1971)
- 1896 - Hans J. Salter, compositore austriaco († 1994)
- 1896 - Ivan Slezjuk, vescovo cattolico ucraino († 1973)
- 1896 - Adriano Zanaga, ciclista su strada italiano († 1977)
- 1897 - Cagnaccio di San Pietro, pittore italiano († 1946)
- 1897 - Salvatore Castagna, generale italiano († 1977)
- 1897 - Vaso Čubrilović, insegnante, scrittore e politico serbo († 1990)
- 1897 - Panas Ljubčenko, politico sovietico († 1937)
- 1897 - Hasso von Manteuffel, generale e politico tedesco († 1978)
- 1897 - Attilio Ortolani, attore italiano († 1975)
- 1897 - Piet Peereboom, calciatore olandese († 1980)
- 1897 - Sergej Romanov, calciatore russo († 1970)
- 1897 - Angelo Tognali, militare italiano († 1918)
- 1898 - Margaret Booth, montatrice statunitense († 2002)
- 1898 - Helen Flint, attrice statunitense († 1967)
- 1898 - Maurice Fox, scacchista canadese († 1988)
- 1898 - Carlos P. Rómulo, diplomatico, politico e generale filippino († 1985)
- 1898 - Sumer Singh, indiano († 1918)
- 1898 - Raimondo del Balzo di Presenzano, presbitero italiano († 1969)
- 1899 - Fritz Bayerlein, generale tedesco († 1970)
- 1899 - Nicola Crapsi, politico e sindacalista italiano († 1965)
- 1899 - Antonio Gualano, generale italiano († 1983)
- 1900 - Guglielmo Alberti, scrittore, critico letterario e antifascista italiano († 1964)
- 1900 - Jenő Barcsay, pittore ungherese († 1988)
- 1900 - Elfriede Paul, medico tedesco († 1981)

## XX secolo(973)
- 1901 - Bebe Daniels, attrice, cantante e ballerina statunitense († 1971)
- 1901 - Vittorio Galluzzi, avvocato e politico italiano († 1970)
- 1901 - Dina Perbellini, attrice e doppiatrice italiana († 1983)
- 1901 - Hinrich Schuldt, generale tedesco († 1944)
- 1902 - Alfred Tarski, matematico, logico e filosofo polacco († 1983)
- 1902 - Valerian Zorin, diplomatico sovietico († 1986)
- 1903 - Enrico Tullio Liebman, giurista italiano († 1986)
- 1904 - Henri-Georges Adam, scultore e pittore francese († 1967)
- 1904 - Luigi Bajardi, allenatore di calcio e calciatore italiano († 1977)
- 1904 - Cecil Beaton, fotografo e costumista britannico († 1980)
- 1904 - Tiberio Condello, attore, scrittore e poeta italiano († 1962)
- 1904 - Odoacre Pardini, calciatore e allenatore di calcio italiano († 1977)
- 1905 - Jeanne Bot, supercentenaria francese († 2021)
- 1905 - Adolfo Chiti, allenatore di calcio e calciatore italiano († 1989)
- 1905 - Arturo Coddou, calciatore cileno († 1955)
- 1905 - Takeo Fukuda, politico giapponese († 1995)
- 1905 - Emily Hahn, giornalista e scrittrice statunitense († 1997)
- 1905 - Durga Khote, attrice indiana († 1991)
- 1905 - Sven Rydell, allenatore di calcio, calciatore e giornalista svedese († 1975)
- 1906 - Giana Anguissola, scrittrice e pubblicista italiana († 1966)
- 1906 - William Bendix, attore statunitense († 1964)
- 1906 - James Corson, discobolo statunitense († 1981)
- 1906 - Jesús Enciso Viana, vescovo cattolico spagnolo († 1964)
- 1906 - Tullio Moretti, calciatore italiano († 1962)
- 1906 - Rodolfo Volk, calciatore italiano († 1983)
- 1907 - Mikalaj Jafrėmavič Aŭchimovič, politico sovietico († 1996)
- 1907 - Wei Heling, attore cinese († 1979)
- 1908 - Dorothy Andrus, tennista statunitense († 1989)
- 1908 - Russ Columbo, cantante, violinista e attore statunitense († 1934)
- 1908 - Josef Hornauer, calciatore tedesco († 1985)
- 1909 - Robert Berton, storico italiano († 1998)
- 1909 - Gastone Gamba, calciatore italiano († 1984)
- 1909 - Emil Lang, aviatore e ufficiale tedesco († 1944)
- 1909 - Joseph Losey, regista, sceneggiatore e produttore cinematografico statunitense († 1984)
- 1910 - Remo Franceschelli, giurista e avvocato italiano († 1992)
- 1911 - József Moravetz, calciatore rumeno († 1990)
- 1911 - Sergio Paronetto, economista e politico italiano († 1945)
- 1911 - Sailor Jerry, artista statunitense († 1973)
- 1912 - Rudolf Hagelstange, poeta tedesco († 1984)
- 1912 - Tillie Olsen, scrittrice statunitense († 2007)
- 1912 - Umberto Santillo, calciatore italiano
- 1912 - Federico Wilde, calciatore argentino
- 1913 - Giuseppe Amorós Hernández, religioso spagnolo († 1936)
- 1913 - Fioravante Baldi, calciatore e allenatore di calcio italiano († 1976)
- 1913 - Motoo Tatsuhara, calciatore giapponese († 1984)
- 1914 - Emmy Andriesse, fotografa olandese († 1953)
- 1914 - Álvaro Cardoso, calciatore e allenatore di calcio portoghese († 2004)
- 1914 - Vincenzo Lucertini, generale e aviatore italiano († 1985)
- 1914 - Giuseppe Pergolizzi, politico e dirigente sportivo italiano († 1983)
- 1914 - Félix Podmaniczky, regista ungherese († 1990)
- 1914 - Harold Russell, attore e militare canadese († 2002)
- 1914 - Thomas J. Watson Jr., imprenditore, politico e aviatore statunitense († 1993)
- 1914 - Selâhattin Ülkümen, diplomatico turco († 2003)
- 1915 - Mike Bloom, cestista statunitense († 1993)
- 1915 - Irma Christenson, attrice svedese († 1993)
- 1915 - Otello Fava, truccatore italiano († 1984)
- 1915 - André Frossard, giornalista e saggista francese († 1995)
- 1915 - Marcello Giuggioli, militare e aviatore italiano († 1937)
- 1915 - Mark Goodson, produttore televisivo statunitense († 1992)
- 1915 - Felix Kaspar, pattinatore artistico su ghiaccio austriaco († 2003)
- 1915 - Ivan Mosca, pittore e esoterista italiano († 2005)
- 1915 - Rudolf Šmejkal, calciatore cecoslovacco († 1972)
- 1916 - Giuseppe Alliegro, scrittore, poeta e giornalista italiano († 1987)
- 1916 - Albino Mensa, arcivescovo cattolico italiano († 1998)
- 1916 - Lionel Newman, compositore statunitense († 1989)
- 1916 - Enzo Venturini, calciatore e allenatore di calcio italiano († 1992)
- 1917 - Amerigo Bottai, politico e partigiano italiano († 1990)
- 1917 - Vittorio Cervone, politico italiano († 1993)
- 1917 - Antonio Dei, calciatore italiano († 2006)
- 1918 - Gegè Di Giacomo, batterista e cantante italiano († 2005)
- 1918 - Guillermo Lovell, pugile argentino († 1967)
- 1919 - Giulio Andreotti, politico, scrittore e giornalista italiano († 2013)
- 1919 - Kaifi Azmi, poeta e scrittore indiano († 2002)
- 1919 - Rosetta Cattaneo, velocista italiana († 1988)
- 1919 - Douglas Henderson, attore statunitense († 1978)
- 1919 - Silvio Pasquazi, critico letterario e filologo italiano († 1990)
- 1919 - Glauco Pellegrini, regista e sceneggiatore italiano († 1991)
- 1919 - Nathaniel Rochester, informatico statunitense († 2001)
- 1919 - Bob Schwartz, cestista statunitense († 1995)
- 1919 - Joe Seneca, attore e compositore statunitense († 1996)
- 1920 - Cris Alexander, attore, ballerino e fotografo statunitense († 2012)
- 1920 - Elio Borsetto, calciatore e allenatore di calcio italiano († 2002)
- 1920 - Jean Dutourd, scrittore francese († 2011)
- 1920 - Bertus de Harder, calciatore olandese († 1982)
- 1920 - Roberto Menghi, architetto e designer italiano († 2006)
- 1920 - Triphon Verstraeten, ciclista su strada belga († 1946)
- 1921 - Murray Bookchin, filosofo, anarchico e sociologo statunitense († 2006)
- 1921 - Roger Carré, calciatore francese († 1996)
- 1921 - Grace Hoffman, mezzosoprano statunitense († 2008)
- 1921 - Todd Karns, attore statunitense († 2000)
- 1921 - Mario Pomilio, scrittore, saggista e giornalista italiano († 1990)
- 1921 - Alice Psacaropulo, insegnante, pittrice e collezionista d'arte italiana († 2018)
- 1921 - Kenny Sailors, cestista e allenatore di pallacanestro statunitense († 2016)
- 1921 - Felice Spadaccini, politico italiano († 2005)
- 1922 - Hank Biasatti, cestista e giocatore di baseball italiano († 1996)
- 1922 - Nicolò Cipolla, politico italiano († 2017)
- 1922 - Alberto Eliani, calciatore e allenatore di calcio italiano († 2009)
- 1922 - Argeo Gambelli Fenili, politico e sindacalista italiano († 2007)
- 1922 - Antonino Pietro Gullotti, politico italiano († 1989)
- 1922 - Harold Leavitt, psicologo statunitense († 2007)
- 1923 - Rosellina Balbi, scrittrice e giornalista italiana († 1991)
- 1923 - Mary Ann Jackson, attrice cinematografica statunitense († 2003)
- 1924 - Alberto Andrizzi, cestista e allenatore di pallacanestro argentino († 2009)
- 1924 - Alberto Bertuccelli, calciatore italiano († 2002)
- 1924 - Carole Cook, attrice statunitense († 2023)
- 1924 - Otto Häuptli, calciatore svizzero († 1993)
- 1924 - Elio Matacena, armatore e imprenditore italiano († 2012)
- 1924 - Aldo Stefanile, giornalista italiano († 2007)
- 1924 - Joseph Tusiani, poeta e traduttore statunitense († 2020)
- 1924 - Guy Williams, attore statunitense († 1989)
- 1925 - Moscelyne Larkin, ballerina statunitense († 2012)
- 1925 - Yukio Mishima, scrittore, drammaturgo e saggista giapponese († 1970)
- 1925 - Ugo Pecchioli, partigiano e politico italiano († 1996)
- 1925 - Louis Quilico, baritono canadese († 2000)
- 1925 - Leonardo Servadio, imprenditore italiano († 2012)
- 1925 - Ernst Stojaspal, calciatore austriaco († 2002)
- 1926 - Frank Aletter, attore statunitense († 2009)
- 1926 - Lucia Banti, attrice italiana († 2010)
- 1926 - Franco Civolani, calciatore italiano († 1995)
- 1926 - Eduardo Decena, cestista filippino († 2002)
- 1926 - Mahasweta Devi, scrittrice e attivista indiana († 2016)
- 1926 - André Even, cestista francese († 2009)
- 1926 - Ilario Galimberti, imprenditore italiano († 2019)
- 1926 - Warren Mitchell, attore britannico († 2015)
- 1926 - Oswaldo Silva, calciatore brasiliano († 1997)
- 1926 - Tom Tryon, attore e scrittore statunitense († 1991)
- 1927 - Carlos Marcio Camus Larenas, vescovo cattolico cileno († 2014)
- 1927 - Clarence Carnes, criminale statunitense († 1988)
- 1927 - Gilberto Martinho, attore brasiliano († 2001)
- 1927 - Feliks Efimovič Mironer, regista sovietico († 1980)
- 1927 - Armando Nogueira, giornalista brasiliano († 2010)
- 1927 - Giovanni Persico, politico e giurista italiano († 2015)
- 1927 - Aldo Rizzi, storico dell'arte e giornalista italiano († 1996)
- 1927 - Jean Southern, attrice britannica
- 1928 - Luis Armando Bambarén Gastelumendi, vescovo cattolico peruviano († 2021)
- 1928 - Ray Corley, cestista statunitense († 2007)
- 1928 - Louis Crocq, psichiatra e psicologo francese († 2022)
- 1928 - Lars Forssell, poeta, librettista e giornalista svedese († 2007)
- 1928 - Alfredo Maria Garsia, vescovo cattolico italiano († 2004)
- 1928 - Aimaro Isola, architetto italiano
- 1928 - Araldo Pirola, ex calciatore italiano
- 1928 - Garry Winogrand, fotografo statunitense († 1984)
- 1929 - Fritz Bornmann, filologo classico italiano († 1997)
- 1929 - Antonio Corazza, pittore e scenografo italiano († 1980)
- 1929 - Gheorghe Fiat, pugile rumeno († 2010)
- 1929 - Vladimir Kondrašin, allenatore di pallacanestro sovietico († 1999)
- 1929 - Aleksandar Petrović, regista serbo († 1994)
- 1929 - John Rousakis, politico statunitense († 2010)
- 1929 - Gian Stellari, direttore d'orchestra e compositore italiano
- 1930 - Mario Cubbino, fumettista italiano († 2007)
- 1930 - Bill Lienhard, cestista statunitense († 2022)
- 1930 - Joy McKean, cantautrice australiana († 2023)
- 1930 - Frank D. Robinson, ingegnere statunitense († 2022)
- 1930 - Paul Schlupp, cestista francese († 2008)
- 1930 - Bruno Tommasi, arcivescovo cattolico italiano († 2015)
- 1930 - Kenny Wheeler, trombettista e compositore canadese († 2014)
- 1931 - Georgine Darcy, attrice statunitense († 2004)
- 1931 - Şükrü Ersoy, ex calciatore e allenatore di calcio turco
- 1931 - Joseph Green, scrittore di fantascienza statunitense
- 1931 - Caterina Valente, cantante, attrice e showgirl italiana († 2024)
- 1931 - René Van Meenen, ex ciclista su strada belga
- 1932 - Carlos Borges, calciatore uruguaiano († 2014)
- 1932 - Flavio Carboni, faccendiere italiano († 2022)
- 1932 - Valeriano Cobbe, religioso, presbitero e missionario italiano († 1974)
- 1932 - Francesco Colucci, sindacalista e politico italiano
- 1932 - Tony DeMarco, pugile statunitense († 2021)
- 1932 - Jim French, fotografo statunitense († 2017)
- 1932 - Don Garlits, ex pilota automobilistico e ingegnere statunitense
- 1932 - Antonio Maspes, pistard e dirigente sportivo italiano († 2000)
- 1932 - Petrit Murzaku, cestista e pallavolista albanese († 2020)
- 1932 - Novak Roganović, calciatore jugoslavo († 2008)
- 1932 - Luigi Scotti, ex magistrato, politico e giurista italiano
- 1933 - Stan Brakhage, regista statunitense († 2003)
- 1933 - Horace Dobbs, chimico e scrittore inglese
- 1933 - Luigi Gnocchi, velocista italiano († 2014)
- 1933 - Giorgio Odling, calciatore italiano († 2007)
- 1934 - Luce Auger, modella francese († 2022)
- 1934 - Richard Briers, attore britannico († 2013)
- 1934 - Pierre Darmon, ex tennista francese
- 1934 - Marek Hłasko, scrittore polacco († 1969)
- 1934 - Dana Němcová, psicologa ceca († 2023)
- 1934 - Franca Peggion, ex velocista e multiplista italiana
- 1934 - Alberto Rodríguez Larreta, pilota automobilistico argentino († 1977)
- 1935 - Calogero Bagarella, mafioso italiano († 1969)
- 1935 - John Erman, regista statunitense († 2021)
- 1935 - Enio Girolami, attore italiano († 2013)
- 1935 - Anna Goel, attrice italiana
- 1935 - Giulio Lepschy, linguista italiano
- 1935 - Malia Scotch Marmo, sceneggiatrice e produttrice cinematografica statunitense
- 1935 - Sid Sheinberg, produttore cinematografico e avvocato statunitense († 2019)
- 1935 - Lucile Wheeler, ex sciatrice alpina canadese
- 1936 - Thomas Briccetti, compositore e direttore d'orchestra statunitense († 1999)
- 1936 - Clarence Carter, cantante e musicista statunitense
- 1936 - Reiner Klimke, cavaliere tedesco († 1999)
- 1936 - Aleksej Alekseevič Leont'ev, linguista, psicologo e pedagogista russo († 2004)
- 1936 - Ljudmila Pinaeva, ex canoista sovietica
- 1936 - Beppi Zancan, giornalista italiano († 2016)
- 1937 - Sundiata Acoli, attivista e politico statunitense
- 1937 - Sonja Deutsch, attrice e doppiatrice tedesca
- 1937 - Leo Kadanoff, fisico statunitense († 2015)
- 1937 - Giorgio Lotti, fotoreporter italiano
- 1937 - Bent Mejding, attore e regista teatrale danese († 2024)
- 1937 - Sonja Mrak, cestista jugoslava († 2017)
- 1937 - Stefano Satta Flores, attore, doppiatore e drammaturgo italiano († 1985)
- 1937 - Leoncarlo Settimelli, giornalista, cantautore e critico musicale italiano († 2011)
- 1937 - Ada Zapperi Zucker, scrittrice italiana
- 1938 - Francesco Aspesi, imprenditore, glottologo e orientalista italiano († 2020)
- 1938 - Gust Avrakotos, agente segreto statunitense († 2005)
- 1938 - Enea Cerquetti, politico italiano († 2021)
- 1938 - Gilberto Elsa, nuotatore italiano († 1985)
- 1938 - Morihiro Hosokawa, politico giapponese
- 1938 - Jack Jones, cantante e attore statunitense († 2024)
- 1938 - Andrej Ivanovič Ladynin, regista sovietico († 2011)
- 1938 - Gino Malvestio, vescovo cattolico e missionario italiano († 1997)
- 1938 - Adalberto Maria Merli, attore, doppiatore e scrittore italiano
- 1938 - Giorgia Moll, attrice e cantante italiana
- 1938 - Indira Nath, immunologa indiana († 2021)
- 1938 - Billie Jo Spears, cantante statunitense († 2011)
- 1938 - Allen Toussaint, musicista, compositore e produttore discografico statunitense († 2015)
- 1939 - Fred Arbanas, giocatore di football americano statunitense († 2021)
- 1939 - Emidio Casula, politico italiano
- 1939 - Abdullahi Ibrahim, politico e avvocato nigeriano († 2021)
- 1939 - Franca Sciutto, attrice italiana
- 1939 - Ute Starke, ex ginnasta tedesca
- 1940 - Livio Bacchi Wilcock, traduttore e ispanista italiano († 2013)
- 1940 - John Castle, attore inglese
- 1940 - Giuseppe Gallo, calciatore italiano († 1990)
- 1940 - Wayne Hightower, cestista statunitense († 2002)
- 1940 - Agazio Loiero, politico italiano
- 1940 - Siegmund Nimsgern, basso-baritono tedesco
- 1940 - Trevor Nunn, regista britannico
- 1940 - Gianni-Emilio Simonetti, artista, scrittore e saggista italiano
- 1940 - Vasilka Stoeva, ex discobola bulgara
- 1941 - Faye Dunaway, attrice statunitense
- 1941 - Renzo Genta, regista cinematografico e sceneggiatore italiano
- 1941 - Yoriko Kawaguchi, politica, diplomatica e economista giapponese
- 1941 - Milan Kučan, politico sloveno
- 1941 - Mario Pepe, politico italiano
- 1942 - Stig Engström, attore svedese
- 1942 - Michael Gwisdek, attore e regista tedesco († 2020)
- 1942 - Roger Jackson, ex canottiere canadese
- 1942 - Gerben Karstens, ciclista su strada e pistard olandese († 2022)
- 1942 - Iván Moreno, ex velocista cileno
- 1942 - Luigi Zuccotti, ex ciclista su strada e pistard italiano
- 1942 - Eladio Zárate, ex calciatore paraguaiano
- 1943 - Angelo Bagnasco, cardinale e arcivescovo cattolico italiano
- 1943 - Giancarlo Consonni, poeta, urbanista e storico dell'architettura italiano
- 1943 - Yūko Fujimoto, pallavolista giapponese
- 1943 - Christian Gailly, scrittore francese († 2013)
- 1943 - Mariss Jansons, direttore d'orchestra lettone († 2019)
- 1943 - Shannon Lucid, ex astronauta e biochimica statunitense
- 1943 - Oscar Bronner, giornalista, editore e pittore austriaco
- 1943 - Ralph Steinman, biologo canadese († 2011)
- 1943 - Holland Taylor, attrice statunitense
- 1943 - Manfred Wolke, pugile tedesco († 2024)
- 1944 - Jan Aas, calciatore e allenatore di calcio norvegese († 2016)
- 1944 - Václav Bělohradský, filosofo ceco
- 1944 - Gianni Comini, dirigente sportivo, allenatore di calcio e ex calciatore italiano
- 1944 - Peter Fechter, tedesco († 1962)
- 1944 - Marjoe Gortner, attore statunitense
- 1944 - Kristina Larsson, ex nuotatrice svedese
- 1944 - Romualdo Luzi, italiano
- 1944 - Nan Rae, ex nuotatrice britannica
- 1945 - Kees Bakels, direttore d'orchestra e violinista olandese
- 1945 - William Brown, ex tennista statunitense
- 1945 - Kathleen Chalfant, attrice statunitense
- 1945 - Maina Gielgud, ex ballerina e direttrice artistica britannica
- 1945 - Anselm Grün, scrittore tedesco
- 1945 - C. David Heymann, scrittore statunitense († 2012)
- 1945 - Jaroslav Konečný, pallamanista cecoslovacco († 2017)
- 1945 - Mauro Lusini, cantautore, compositore e produttore discografico italiano
- 1945 - Vonetta McGee, attrice statunitense († 2010)
- 1946 - Ștefan Ardeleanu, ex schermidore rumeno
- 1946 - Lorenzo Bianconi, musicologo svizzero
- 1946 - Gérard Capron, ex cestista francese
- 1946 - Howard Carpendale, cantante, compositore e attore sudafricano
- 1946 - Raimondo Crociani, montatore italiano († 2023)
- 1946 - Jacques Grinevald, filosofo francese
- 1946 - Gerald Humphreys, ex calciatore gallese
- 1946 - José Lai Hung-seng, vescovo cattolico cinese
- 1946 - Ronald Keeble, ex pistard britannico
- 1946 - Michael Pergolani, conduttore radiofonico, scrittore e attore italiano
- 1946 - Harold Shipman, serial killer britannico († 2004)
- 1947 - Taylor Branch, storico statunitense
- 1947 - Ina Deter, cantante tedesca
- 1947 - Richard Laymon, scrittore statunitense († 2001)
- 1947 - Eric Maisel, psicoterapeuta, docente e scrittore statunitense
- 1947 - Rubén Olivares, ex pugile messicano
- 1947 - José Pacheco Gómez, calciatore e giornalista spagnolo († 2022)
- 1947 - Beverly Perdue, politica statunitense
- 1947 - Esko Ranta, ex calciatore finlandese
- 1947 - Paulo Ubiratan, regista e produttore televisivo brasiliano († 1998)
- 1948 - T Bone Burnett, cantautore e produttore discografico statunitense
- 1948 - Valerij Charlamov, hockeista su ghiaccio sovietico († 1981)
- 1948 - Vasilij Chmelevskij, martellista sovietico († 2002)
- 1948 - Giovanni D'Alise, vescovo cattolico italiano († 2020)
- 1948 - Al Feuerbach, ex pesista statunitense
- 1948 - Uruguay Graffigna, calciatore uruguaiano († 2021)
- 1948 - Aldo Izzo, attore e cabarettista italiano († 2006)
- 1948 - Lisbeth Korsmo, pattinatrice di velocità su ghiaccio e ciclista su strada norvegese († 2017)
- 1948 - Miklós Németh, politico ungherese
- 1948 - Jean-Paul Rostagni, ex calciatore francese
- 1948 - Muhriz di Negeri Sembilan, sovrano malese
- 1948 - Gian Piero Ventura, allenatore di calcio e ex calciatore italiano
- 1948 - Ugo Vignuzzi, linguista e filologo italiano
- 1948 - Carl Weathers, attore, regista e giocatore di football americano statunitense († 2024)
- 1949 - Oliviero Beha, giornalista, scrittore e saggista italiano († 2017)
- 1949 - Mary Robison, scrittrice statunitense
- 1949 - Pierluigi Consonni, calciatore italiano († 2020)
- 1949 - Eugenio Driutti, medaglista italiano
- 1949 - Lawrence Kasdan, regista, sceneggiatore e produttore cinematografico statunitense
- 1949 - Maury Muehleisen, musicista statunitense († 1973)
- 1949 - Renata Pacini, attrice e cantante italiana
- 1949 - Elena Schiavo, ex calciatrice italiana
- 1949 - Norman Zoia, artista, paroliere e poeta italiano
- 1950 - Ernst Good, ex sciatore alpino svizzero
- 1950 - Hanne Haller, cantante, compositrice e produttrice discografica tedesca († 2005)
- 1950 - Swen Nater, ex cestista olandese
- 1950 - Gaetano Russo, attore italiano
- 1951 - Ron Behagen, ex cestista statunitense
- 1951 - Giovanni Colonnelli, calciatore italiano († 2021)
- 1951 - Carme Elías, attrice e doppiatrice spagnola
- 1951 - Sheldon Lettich, sceneggiatore, regista e drammaturgo statunitense
- 1951 - Fiţa Lovin, ex mezzofondista rumena
- 1951 - Cecilia Morel, first lady cilena
- 1951 - Francesco Oliva, vescovo cattolico italiano
- 1951 - Dario Razzi, magistrato italiano († 2020)
- 1951 - Oderso Rubini, produttore discografico, musicista e scrittore italiano
- 1952 - Michele Castoro, arcivescovo cattolico italiano († 2018)
- 1952 - Furio Chirico, batterista italiano
- 1952 - Leonardo Cuéllar, ex calciatore e allenatore di calcio messicano
- 1952 - Maureen Dowd, giornalista e scrittrice statunitense
- 1952 - Kōnstantinos Iōsīfidīs, allenatore di calcio e ex calciatore greco
- 1952 - Carlos Morete, ex calciatore argentino
- 1952 - Arild Olsen, ex calciatore norvegese
- 1952 - Roberto Scarpinato, politico e ex magistrato italiano
- 1952 - Teitur Þórðarson, allenatore di calcio e ex calciatore islandese
- 1952 - Călin Popescu Tăriceanu, politico e ingegnere rumeno
- 1953 - Jurij Adžem, ex calciatore sovietico
- 1953 - Michelangelo Agrusti, politico italiano
- 1953 - Attila Ara-Kovács, politico ungherese
- 1953 - Loris Boni, allenatore di calcio e ex calciatore italiano
- 1953 - Denzil Douglas, politico nevisiano
- 1953 - Valentino Gionta, mafioso italiano
- 1953 - John Lambert, ex cestista statunitense
- 1953 - Luis Ortega Álvarez, giurista spagnolo († 2015)
- 1953 - Bonita Pietilä, casting director e produttrice televisiva statunitense
- 1954 - Alessandro, cantautore e produttore discografico italiano
- 1954 - Ramon Ang, imprenditore filippino
- 1954 - Elio Vittorio Belcastro, politico italiano
- 1954 - Jacques Brunel, allenatore di rugby a 15 e ex rugbista a 15 francese
- 1954 - Adorno Corradini, giornalista, ex mezzofondista e velocista italiano
- 1954 - Jim Duggan, ex wrestler statunitense
- 1954 - Herbert Feurer, ex calciatore austriaco
- 1954 - Masanobu Fuchi, wrestler giapponese
- 1954 - Jun'ichi Ishida, attore e personaggio televisivo giapponese
- 1955 - Dietmar Demuth, allenatore di calcio e ex calciatore tedesco
- 1955 - Jan Fedder, attore tedesco († 2019)
- 1955 - Domenico Maggiora, ex calciatore e allenatore di calcio italiano
- 1955 - Ed Mann, percussionista, tastierista e compositore statunitense († 2024)
- 1955 - Alberto Marietta, ex cestista italiano
- 1955 - Andrea Monti, giornalista italiano
- 1955 - Dominique Rocheteau, ex calciatore francese
- 1955 - Justin Sedlák, ex cestista, allenatore di pallacanestro e dirigente sportivo cecoslovacco
- 1955 - Dieter Strozniak, allenatore di calcio e ex calciatore tedesco orientale
- 1955 - Pasquale Tegano, mafioso italiano
- 1956 - Marisa Abbondanzieri, politica italiana
- 1956 - Ronan Bennett, scrittore e sceneggiatore britannico
- 1956 - Étienne Daho, cantautore francese
- 1956 - Adriano Darioli, ex biatleta italiano
- 1956 - Larry Gibson, ex cestista statunitense
- 1956 - Ben Heppner, tenore canadese
- 1956 - Victor Lyngdoh, arcivescovo cattolico indiano
- 1956 - Ed Murphy, ex cestista statunitense
- 1957 - Claudio Appiani, rugbista a 15 e allenatore di rugby a 15 italiano
- 1957 - Alfonso de Galarreta, vescovo cattolico spagnolo
- 1957 - Steve Jordan, batterista, compositore e produttore discografico statunitense
- 1957 - Giuseppe Milone, politico italiano
- 1957 - Anchee Min, scrittrice, pittrice e fotografa cinese
- 1957 - Gary Vitti, preparatore atletico, scrittore e attore statunitense
- 1958 - Loris Bicocchi, pilota automobilistico italiano
- 1958 - Dana Hojsáková, ex cestista cecoslovacca
- 1958 - Alfredo Mantovano, politico e magistrato italiano
- 1958 - John Sposito, compositore e artista italiano
- 1959 - Ioan Apostol, ex slittinista rumeno
- 1959 - Georgi Dimitrov Georgiev, calciatore bulgaro († 2021)
- 1959 - Lars Høgh, calciatore, dirigente sportivo e allenatore di calcio danese († 2021)
- 1959 - Teresa Iaccarino, giornalista, conduttrice televisiva e annunciatrice televisiva italiana († 2020)
- 1959 - Beat Kammerlander, arrampicatore e fotografo austriaco
- 1959 - Gino Lawless, ex calciatore irlandese
- 1959 - Lu Jianren, ex calciatore cinese
- 1959 - Jun Matsumoto, attrice giapponese
- 1959 - Chas Smash, polistrumentista britannico
- 1959 - Geoff Tate, cantante statunitense
- 1960 - Walter Allievi, allenatore di calcio e ex calciatore italiano
- 1960 - Oleksandr Batjuk, fondista ucraino
- 1960 - Anat Berko, criminologa, politica e ex militare israeliana
- 1960 - Márcia Barbosa, fisica brasiliana
- 1960 - Sergio Bolzonello, politico italiano
- 1960 - Marcel Bossi, ex calciatore lussemburghese
- 1960 - Per Fly, regista e sceneggiatore danese
- 1960 - Consuelo Martínez, ex cestista spagnola
- 1960 - Edward St Aubyn, scrittore e giornalista britannico
- 1961 - Giovanni Ceccarelli, ingegnere e progettista italiano
- 1961 - Rob Hall, alpinista neozelandese († 1996)
- 1961 - Marusja Klimova, scrittrice e traduttrice russa
- 1961 - Vissarion, predicatore russo
- 1961 - Mike Tramp, cantante danese
- 1962 - Jeff Cronenweth, direttore della fotografia statunitense
- 1962 - Ali Doumbia, ex calciatore ivoriano
- 1962 - Jörgen Elofsson, paroliere e compositore svedese
- 1962 - Esteban González, procuratore sportivo e ex calciatore argentino
- 1962 - Michael McCaul, politico statunitense
- 1962 - Patricia Morrison, bassista e cantante statunitense
- 1962 - Alfred Romuáldez, politico filippino
- 1963 - Adjoa Andoh, attrice britannica
- 1963 - Carlo Capacci, politico e imprenditore italiano
- 1963 - Janko Janković, ex calciatore e allenatore di calcio croato
- 1963 - Pier Paolo Lucchetta, ex pallavolista italiano
- 1963 - Roberto Menichelli, allenatore di calcio a 5, allenatore di calcio e ex giocatore di calcio a 5 italiano
- 1963 - Peter Oppenheimer, dirigente d'azienda statunitense
- 1963 - Gery Palazzotto, scrittore e giornalista italiano
- 1963 - Steven Soderbergh, regista, produttore cinematografico e direttore della fotografia statunitense
- 1963 - Gert-Jan Theunisse, ex ciclista su strada olandese
- 1963 - Toshiharu Umezaki, musicista, compositore e arrangiatore giapponese
- 1964 - Anja Aandewiel, ex cestista olandese
- 1964 - Emmanuelle Blanchet, ex cestista francese
- 1964 - Marie-Christine Calleja, ex tennista francese
- 1964 - Germana Cantarini, boccista italiana
- 1964 - Massimo Coghe, fantino italiano
- 1964 - Mark Dempsey, allenatore di calcio e ex calciatore inglese
- 1964 - Said Dghay, ex calciatore marocchino
- 1964 - Henk Duut, ex calciatore e allenatore di calcio olandese
- 1964 - Timothy Harris, politico nevisiano
- 1964 - Tommy Kane, ex giocatore di football americano canadese
- 1964 - Bev Kinch, ex velocista e lunghista britannica
- 1964 - Ernest Miller, attore e ex wrestler statunitense
- 1964 - Sergej Nemčinov, ex hockeista su ghiaccio russo
- 1964 - Maurizio Poli, ex calciatore italiano
- 1964 - Launay Saturné, arcivescovo cattolico haitiano
- 1964 - Kosma Złotowski, politico polacco
- 1964 - Uwe Wegmann, allenatore di calcio e ex calciatore tedesco
- 1965 - Mark Addy, attore britannico
- 1965 - Šamil' Salmanovič Basaev, generale e politico russo († 2006)
- 1965 - Seema Biswas, attrice indiana
- 1965 - Toni Cantó, attore e politico spagnolo
- 1965 - Spiro Leka, ex cestista e allenatore di pallacanestro albanese
- 1965 - Slick Rick, rapper britannico
- 1965 - Andrew Manze, violinista e direttore d'orchestra britannico
- 1965 - Giovanni Miozzi, politico italiano
- 1965 - Désirée Nosbusch, attrice e conduttrice televisiva lussemburghese
- 1965 - Paola Piatta, ex cestista e allenatrice di pallacanestro italiana
- 1965 - Jemma Redgrave, attrice britannica
- 1965 - Barbara Romanò, ex tennista italiana
- 1965 - Zbigniew Jan Zieliński, arcivescovo cattolico polacco
- 1966 - Paul Elstak, disc jockey e produttore discografico olandese
- 1966 - Roberta Ferrari, conduttrice televisiva, giornalista e autrice televisiva italiana
- 1966 - Marco Hietala, bassista e cantante finlandese
- 1966 - Miguel Porras, ex giocatore di calcio a 5 costaricano
- 1966 - Jeff Sanders, ex cestista statunitense
- 1966 - Dan Schneider, produttore televisivo, sceneggiatore e attore statunitense
- 1966 - Rene Simpson, tennista canadese († 2013)
- 1967 - Stefano Checchin, ex ciclista su strada italiano
- 1967 - Włodzimierz Chlebosz, ex sollevatore polacco
- 1967 - Kerri Green, attrice statunitense
- 1967 - Dylan Kerr, allenatore di calcio e ex calciatore inglese
- 1967 - Jeff Martin, ex cestista statunitense
- 1967 - Reiichi Mikata, ex combinatista nordico giapponese
- 1967 - Elma Muros, ex lunghista filippina
- 1967 - Leo Ortolani, fumettista italiano
- 1967 - Peng Ping, ex cestista cinese
- 1967 - Vincenzo Presutto, politico italiano
- 1967 - Wang Fang, ex cestista cinese
- 1967 - Emily Watson, attrice britannica
- 1967 - Terry Wooden, ex giocatore di football americano statunitense
- 1967 - Zakk Wylde, polistrumentista, cantante e compositore statunitense
- 1968 - Roberto Carvelli, giornalista e scrittore italiano
- 1968 - Ruel Fox, allenatore di calcio e ex calciatore inglese
- 1968 - Johnni Black, ex attrice pornografica statunitense
- 1968 - Marc Keller, dirigente sportivo e ex calciatore francese
- 1968 - LL Cool J, rapper e attore statunitense
- 1968 - Euthymīs Mpakatsias, ex cestista greco
- 1968 - Antonio Vitale, pittore italiano
- 1968 - Wu Bai, cantautore, attore e conduttore televisivo taiwanese
- 1968 - Krystyna Zabawska, ex pesista polacca
- 1969 - Linda Antić, ex cestista e allenatrice di pallacanestro croata
- 1969 - Jason Bateman, attore, regista e produttore cinematografico statunitense
- 1969 - Oleh Bezuhlyj, ex giocatore di calcio a 5 ucraino
- 1969 - Randy Feenstra, politico statunitense
- 1969 - Stacey Ford, ex cestista statunitense
- 1969 - Dave Grohl, cantautore e polistrumentista statunitense
- 1969 - Marek Kalbus, basso tedesco
- 1969 - Irina Kušč, ex cestista russa
- 1969 - Domenic Mobilio, calciatore canadese († 2004)
- 1969 - Julia Murney, attrice e cantante statunitense
- 1969 - Gianluca Petrachi, dirigente sportivo e ex calciatore italiano
- 1969 - Peter Prodromou, ingegnere britannico
- 1969 - Ivan Rocha, ex calciatore brasiliano
- 1969 - John Sekula, chitarrista statunitense († 2010)
- 1969 - Matteo Superbi, dirigente sportivo e ex calciatore italiano
- 1969 - Eric Taborda, allenatore di calcio e ex calciatore francese
- 1969 - Donato Terrevoli, ex calciatore italiano
- 1969 - Dirk Urban, ex pesista tedesco
- 1969 - Martín Emilio Vázquez, arbitro di calcio uruguaiano
- 1970 - Alejandro García Casañas, allenatore di calcio, dirigente sportivo e ex calciatore spagnolo
- 1970 - Sunny Garcia, surfista statunitense
- 1970 - Ralph Gilles, imprenditore e designer statunitense
- 1970 - Victoria Givens, ex attrice pornografica e regista statunitense
- 1970 - Giorgio Metta, ingegnere italiano
- 1970 - Edin Mujčin, ex calciatore bosniaco
- 1970 - Jonas Olsson, allenatore di calcio e ex calciatore svedese
- 1970 - Fabien Remblier, attore e regista francese
- 1970 - Fazıl Say, pianista e compositore turco
- 1970 - Gene Snitsky, wrestler statunitense
- 1970 - Ricardo Yearwood, cestista panamense († 2024)
- 1971 - Torsten Amft, stilista tedesco
- 1971 - Alejandro Domínguez, ex hockeista su pista e allenatore di hockey su pista argentino
- 1971 - Stephen Hawkins, canottiere australiano
- 1971 - Thomas Hellriegel, triatleta tedesco
- 1971 - Lasse Kjus, ex sciatore alpino norvegese
- 1971 - Bert Konterman, allenatore di calcio e ex calciatore olandese
- 1971 - Fabien Lefèvre, allenatore di calcio e ex calciatore francese
- 1971 - Shannon Marketic, modella statunitense
- 1971 - Antōnīs Nikopolidīs, allenatore di calcio e ex calciatore greco
- 1971 - Sergej Rusinov, ex biatleta russo
- 1971 - Marco Sambugaro, dirigente sportivo e ex cestista italiano
- 1971 - Brent Smedley, batterista statunitense
- 1971 - Luigi Tacchini, ex sciatore alpino italiano
- 1971 - Ilvana Zvizdić, ex cestista bosniaca
- 1972 - Luca Altomare, allenatore di calcio e ex calciatore italiano
- 1972 - Jurij Bondarenko, ex calciatore ucraino
- 1972 - Kyle Brady, ex giocatore di football americano statunitense
- 1972 - C-Bo, rapper statunitense
- 1972 - Silvia Collatina, attrice italiana
- 1972 - Sven Epiney, conduttore televisivo e conduttore radiofonico svizzero
- 1972 - Sjarhej Jaskovič, ex calciatore bielorusso
- 1972 - James Key, ingegnere britannico
- 1972 - Hakan Kutlu, allenatore di calcio e ex calciatore turco
- 1972 - Tucker Martine, produttore discografico, musicista e compositore statunitense
- 1972 - Paolo Piubelli, ex calciatore italiano
- 1972 - José Luis Reyna, ex calciatore peruviano
- 1972 - Raimondas Rumšas, ex ciclista su strada lituano
- 1972 - Marco Scarpa, allenatore di calcio, dirigente sportivo e ex calciatore italiano
- 1972 - Ratko Štritof, ex pallanuotista e allenatore di pallanuoto croato
- 1973 - Artur Ajvazjan, tiratore a segno ucraino
- 1973 - Lorenzo Battista, politico italiano
- 1973 - Eva Bes, ex tennista spagnola
- 1973 - Francesco Campana, mafioso italiano
- 1973 - Ovidiu Cuc, ex calciatore rumeno
- 1973 - Giancarlo Fisichella, pilota automobilistico italiano
- 1973 - Vasyl' Kardaš, ex calciatore ucraino
- 1973 - Enrico Lazzarotto, ex canoista italiano
- 1973 - Diego Mir, allenatore di hockey su pista e ex hockeista su pista argentino
- 1973 - Miroslav Seman, ex calciatore slovacco
- 1973 - Paul Tisdale, allenatore di calcio e ex calciatore maltese
- 1973 - Filippo Volpato, ex cestista italiano
- 1974 - Kevin Durand, attore canadese
- 1974 - Nancy Johnson, tiratrice a segno statunitense
- 1974 - Stauroula Kozompolī, pallanuotista greca
- 1974 - Jorge Leitão, allenatore di calcio e ex calciatore portoghese
- 1974 - Fabiana Luperini, dirigente sportiva e ex ciclista su strada italiana
- 1974 - Federico Lussenhoff, ex calciatore argentino
- 1974 - Rastislav Michalík, ex calciatore slovacco
- 1974 - Lies Visschedijk, attrice, doppiatrice e conduttrice radiofonica olandese
- 1975 - Filippo Baldo, ex ciclista su strada italiano
- 1975 - Artan Cuku, poliziotto albanese († 2017)
- 1975 - Bud Eley, ex cestista statunitense
- 1975 - Taylor Hayes, ex attrice pornografica statunitense
- 1975 - Khem Raj Gurung, cantante nepalese († 2016)
- 1975 - Oleg Kornauchov, allenatore di calcio e ex calciatore russo
- 1975 - Jordan Ladd, attrice statunitense
- 1975 - Bjarte Lunde Aarsheim, ex calciatore norvegese
- 1975 - Ricardo López, criminale uruguaiano († 1996)
- 1975 - Tania Modra, ex paraciclista australiana
- 1975 - Rodolfo Sancho, attore spagnolo
- 1975 - Alessandro Spezialetti, dirigente sportivo e ex ciclista su strada italiano
- 1975 - Dragoș Tudorache, politico, magistrato e funzionario rumeno
- 1976 - Beth Shapiro, biologa statunitense
- 1976 - Matt Carragher, calciatore inglese († 2016)
- 1976 - Davide Casaleggio, imprenditore e politico italiano
- 1976 - Vincenzo Chianese, ex calciatore italiano
- 1976 - Cédric Grand, bobbista svizzero
- 1976 - Amedeo Guarnieri, sceneggiatore italiano († 2020)
- 1976 - Ward Horton, attore statunitense
- 1976 - Benoît Joachim, ex ciclista su strada lussemburghese
- 1976 - Brian Kelly, ex giocatore di football americano statunitense
- 1976 - Vishen Lakhiani, imprenditore e scrittore malese
- 1976 - Aleksandra Latyševa, ex cestista russa
- 1976 - Olive Loughnane, ex marciatrice irlandese
- 1976 - Irina Medvedeva, ex cestista russa
- 1976 - Andrej Mordvičev, generale russo
- 1976 - Oksana Neupokoeva, ex biatleta russa
- 1976 - Trent Noel, calciatore trinidadiano
- 1976 - Rita Williams, ex cestista statunitense
- 1977 - Nasser Al-Othman, calciatore kuwaitiano
- 1977 - Paola Bazzi, sciatrice d'erba italiana
- 1977 - Antonio Castrignanò, musicista e compositore italiano
- 1977 - Martina Cufar, arrampicatrice slovena
- 1977 - Felice Foglia, ex calciatore italiano
- 1977 - Gordon Forrest, allenatore di calcio e ex calciatore scozzese
- 1977 - Manuela González, attrice colombiana
- 1977 - Narain Karthikeyan, ex pilota automobilistico indiano
- 1977 - Justin Kurtz, ex hockeista su ghiaccio canadese
- 1977 - Arístides Masi, ex calciatore paraguaiano
- 1977 - Park Jeong-eun, ex cestista sudcoreana
- 1977 - Renato Pilipović, ex calciatore croato
- 1977 - Juan Pablo Raba, attore colombiano
- 1977 - Marco Racaniello, pianista, compositore e direttore di coro italiano († 2005)
- 1977 - Diego Scotti, ex calciatore uruguaiano
- 1977 - Yandel, cantante e produttore discografico portoricano
- 1978 - Abdelaziz Ahanfouf, ex calciatore marocchino
- 1978 - Vladimir Antipov, ex hockeista su ghiaccio russo
- 1978 - Kuno Becker, attore messicano
- 1978 - Just Blaze, produttore discografico statunitense
- 1978 - Sage Brocklebank, attore canadese
- 1978 - Shawn Crawford, ex velocista statunitense
- 1978 - Tim Don, triatleta britannico
- 1978 - Costi Ioniță, cantautore e produttore discografico rumeno
- 1978 - Marija Kalmykova, ex cestista russa
- 1978 - J. J. Shobha, ex multiplista indiana
- 1978 - Silvija Talaja, ex tennista croata
- 1978 - Ricardo Manuel Fernandes, ex calciatore portoghese
- 1979 - Mansour Al-Thagafi, ex calciatore saudita
- 1979 - Chris Albright, dirigente sportivo e ex calciatore statunitense
- 1979 - Laura Bono, cantante italiana
- 1979 - Giuseppina Di Blasi, ex arciera italiana
- 1979 - Karen Elson, supermodella e cantante britannica
- 1979 - Manolo González, allenatore di calcio spagnolo
- 1979 - Sergey Kalyubin, ex calciatore kirghiso
- 1979 - Angela Lindvall, supermodella e attrice statunitense
- 1979 - Young Deenay, rapper tedesca
- 1979 - John Reuben, rapper statunitense
- 1979 - Marina Rocco, attrice italiana
- 1979 - Richard Sadlier, ex calciatore irlandese
- 1979 - Robert Scarlett, ex calciatore giamaicano
- 1979 - James Scott, attore britannico
- 1979 - Evans Soligo, allenatore di calcio e ex calciatore italiano
- 1979 - Soprano, rapper francese
- 1980 - Carlos Alvarado Quesada, scrittore e politico costaricano
- 1980 - Ryan Forehan-Kelly, ex cestista e allenatore di pallacanestro statunitense
- 1980 - Cory Gibbs, ex calciatore statunitense
- 1980 - Tommy Hannan, ex nuotatore statunitense
- 1980 - Hu Xuefeng, ex cestista cinese
- 1980 - Yūko Kaida, doppiatrice e attrice teatrale giapponese
- 1980 - Monika Kuszyńska, cantante e cantautrice polacca
- 1980 - Byron Leftwich, ex giocatore di football americano e allenatore di football americano statunitense
- 1980 - Magda Mattel, ex sciatrice alpina francese
- 1980 - Pablo Melgar, calciatore guatemalteco
- 1980 - Hiroshi Tamaki, attore, cantante e modello giapponese
- 1980 - Paola Tirados, sincronetta spagnola
- 1980 - Andrija Žižić, ex cestista croato
- 1981 - Naji Shushan, calciatore libico
- 1981 - Myriam Baverel, taekwondoka francese
- 1981 - Lorenzo Branchetti, attore e conduttore televisivo italiano
- 1981 - Mirco Carloni, politico italiano
- 1981 - Abdelmalek Cherrad, ex calciatore algerino
- 1981 - Trieste Kelly Dunn, attrice statunitense
- 1981 - Borja Fernández, allenatore di calcio e ex calciatore spagnolo
- 1981 - Hyleas Fountain, multiplista statunitense
- 1981 - Josh Kloss, modello e attore statunitense
- 1981 - Sergej Lagutin, dirigente sportivo e ex ciclista su strada uzbeko
- 1981 - Mathias Lindström, ex calciatore finlandese
- 1981 - Rosa López, cantante spagnola
- 1981 - Melina Matsoukas, regista, produttrice cinematografica e produttrice televisiva statunitense
- 1981 - Miao Miao, tennistavolista australiana
- 1981 - Concepción Montaner, lunghista spagnola
- 1981 - Kirill Novikov, allenatore di calcio e ex calciatore russo
- 1981 - Garfield Reid, calciatore giamaicano
- 1981 - Sven Vanthourenhout, dirigente sportivo, ex ciclocrossista e ex ciclista su strada belga
- 1982 - Reinier Alcántara, ex calciatore cubano
- 1982 - Morgan Alexander, bobbista canadese
- 1982 - Andreas Andreadīs, pallavolista greco
- 1982 - Caleb Followill, cantautore e chitarrista statunitense
- 1982 - Zach Gilford, attore statunitense
- 1982 - Toni Golem, allenatore di calcio e ex calciatore croato
- 1982 - Michael Haynes, calciatore anglo-verginiano
- 1982 - Stian Johannessen, ex giocatore di calcio a 5 e ex calciatore norvegese
- 1982 - Léo Lima, ex calciatore brasiliano
- 1982 - Frandy Montrévil, ex calciatore haitiano
- 1982 - Mario Radić, ex tennista croato
- 1982 - Víctor Valdés, allenatore di calcio e ex calciatore spagnolo
- 1982 - Héctor Valenzuela, ex cestista portoricano
- 1982 - Sherri Williams, pallavolista statunitense
- 1983 - Alan Bahia, ex calciatore brasiliano
- 1983 - Rodney Billups, allenatore di pallacanestro, dirigente sportivo e ex cestista statunitense
- 1983 - Cesare Bovo, allenatore di calcio e ex calciatore italiano
- 1983 - Nicholas Caglioni, ex calciatore italiano
- 1983 - Aleksandar Gajić, ex cestista serbo
- 1983 - Yordanis Jaca, ex cestista cubano
- 1983 - Vincent Jackson, giocatore di football americano statunitense († 2021)
- 1983 - Adriano Mezavilla, calciatore brasiliano
- 1983 - Maxime Monfort, dirigente sportivo e ex ciclista su strada belga
- 1983 - Johnnier Montaño, ex calciatore colombiano
- 1983 - Mauricio Soler, ex ciclista su strada colombiano
- 1983 - Aleksej Zozulin, ex cestista russo
- 1984 - Gosia Andrzejewicz, cantante polacca
- 1984 - Ignazio Corrao, politico italiano
- 1984 - Iain Davidson, ex calciatore scozzese
- 1984 - Pedro Faife, ex calciatore cubano
- 1984 - Diego Galo, ex calciatore brasiliano
- 1984 - Pavel Gintov, pianista ucraino
- 1984 - Mads Langer, cantante danese
- 1984 - Teemu Wirkkala, giavellottista finlandese
- 1985 - Samsul Arif, calciatore indonesiano
- 1985 - Jon Beason, giocatore di football americano statunitense
- 1985 - Julien Bonnet, ex hockeista su ghiaccio svizzero
- 1985 - Brandon Brown, cestista statunitense
- 1985 - Mia Martina, cantante e cantautrice canadese
- 1985 - Shkëlzen Kelmendi, ex calciatore albanese
- 1985 - Nadežda Anatol'evna Kosinceva, scacchista russa
- 1985 - Bojan Mališić, ex calciatore serbo
- 1985 - Oleksandr Papuš, ex calciatore ucraino
- 1985 - Delfine Persoon, pugile belga
- 1985 - Martin Putze, ex bobbista tedesco
- 1985 - Aleksandr Rindin, ex cestista azero
- 1985 - Jermaine Taylor, ex calciatore giamaicano
- 1985 - Janko Tumbasević, calciatore montenegrino
- 1985 - Michelle Wu, politica statunitense
- 1985 - Mauro Zanotti, ex calciatore argentino
- 1986 - Romed Baumann, sciatore alpino austriaco
- 1986 - Roberta Brusegan, pallavolista italiana
- 1986 - Yohan Cabaye, dirigente sportivo e ex calciatore francese
- 1986 - Michael Deloach, ex cestista statunitense
- 1986 - Maurine Dorneles Gonçalves, ex calciatrice brasiliana
- 1986 - Simon Fabris, allenatore di hockey su ghiaccio e ex hockeista su ghiaccio italiano
- 1986 - Rafael García García, calciatore spagnolo
- 1986 - Kosta Karamatskos, cestista tedesco
- 1986 - Kravc, cantante e rapper russo
- 1986 - Piotr Kuklis, ex calciatore polacco
- 1986 - Maël Lépicier, ex calciatore francese
- 1986 - Dean Moxey, calciatore inglese
- 1986 - Tyrone Pandy, calciatore beliziano
- 1986 - Ronald Ramón, ex cestista statunitense
- 1986 - Matt Riddle, wrestler e ex artista marziale misto statunitense
- 1986 - Federico Rocchetti, ex ciclista su strada italiano
- 1986 - Richard Ruíz, calciatore messicano
- 1986 - Saad Tedjar, ex calciatore algerino
- 1986 - Nikola Vukanac, ex calciatore serbo
- 1986 - Lisa Wallbutton, ex cestista neozelandese
- 1987 - Dennis Aogo, ex calciatore tedesco
- 1987 - Josip Blajić, ex cestista croato
- 1987 - Chen Qian, pentatleta cinese
- 1987 - Ousmane Cissokho, ex calciatore senegalese
- 1987 - Randy Diamond, calciatore honduregno
- 1987 - Julien Faussurier, calciatore francese
- 1987 - Jessica Fishlock, calciatrice e allenatrice di calcio gallese
- 1987 - Gizem Güreşen, pallavolista turca
- 1987 - Dilhani Lekamge, giavellottista singalese
- 1987 - Helvijs Lūsis, bobbista, ex ostacolista e ex lunghista lettone
- 1987 - Andrej Mangold, cestista tedesco
- 1987 - Regina Moroz, ex pallavolista russa
- 1987 - Henry Patta, calciatore ecuadoriano
- 1987 - Arthur Henrique Ricciardi Oyama, ex calciatore brasiliano
- 1987 - Elena Scarpellini, astista, skeletonista e bobbista italiana
- 1987 - Indira Vizcaíno Silva, politica messicana
- 1987 - Zhang Liang, canottiere cinese
- 1988 - Kacey Barnfield, attrice e modella britannica
- 1988 - Ruben Bemelmans, allenatore di tennis e ex tennista belga
- 1988 - Berta Betanzos, velista spagnola
- 1988 - Marine Bolliet, biatleta francese
- 1988 - Eyvind Brynildsen, pilota di rally norvegese
- 1988 - Maor Buzaglo, ex calciatore israeliano
- 1988 - Claire Calvert, ballerina inglese
- 1988 - Héverton Cardoso da Silva, calciatore brasiliano
- 1988 - José Casado, ex calciatore spagnolo
- 1988 - Ross Chisholm, ex calciatore scozzese
- 1988 - Nisrine Dinar, ex astista marocchina
- 1988 - Vyaçeslav Érbes, calciatore kazako
- 1988 - Victor Ferraz, calciatore brasiliano
- 1988 - Daniel Gbaguidi, ex calciatore beninese
- 1988 - Jonne Hjelm, ex calciatore finlandese
- 1988 - Jordy, cantante francese
- 1988 - Kim Hye-seong, attore e modello sudcoreano
- 1988 - Federico Laens, ex calciatore uruguaiano
- 1988 - Thomas Longosiwa, mezzofondista keniota
- 1988 - Yoann Maestri, rugbista a 15 francese
- 1988 - Hakeem Nicks, ex giocatore di football americano statunitense
- 1988 - Diarmuid Noyes, attore irlandese
- 1988 - Irina Risenson, ginnasta israeliana
- 1988 - Håkon Skogseid, ex calciatore norvegese
- 1988 - Hugo Ventura, ex calciatore portoghese
- 1988 - Kamil Wilczek, ex calciatore polacco
- 1989 - Snežana Aleksić, cestista montenegrina
- 1989 - Frankie Bridge, cantante britannica
- 1989 - Adam Clayton, calciatore inglese
- 1989 - Élodie Clouvel, pentatleta francese
- 1989 - Sebastián D'Angelo, ex calciatore argentino
- 1989 - Chino Darín, attore argentino
- 1989 - Benedetta Degli Innocenti, doppiatrice italiana
- 1989 - Emma Greenwell, attrice statunitense
- 1989 - Felix Guerra, calciatore cubano
- 1989 - Tobias Karlsson, calciatore svedese
- 1989 - Liu Xiaodong, ex calciatore cinese
- 1989 - Aomi Muyock, modella e attrice svizzera
- 1989 - Alcides Peña, calciatore boliviano
- 1989 - Edoardo Purgatori, attore italiano
- 1989 - Erlend Skaga, giocatore di calcio a 5, allenatore di calcio a 5 e calciatore norvegese
- 1989 - Brooque Williams, cestista statunitense
- 1990 - Karlee Bispo, ex nuotatrice statunitense
- 1990 - Fredrik Bjerrehuus, lottatore danese
- 1990 - Kacy Catanzaro, wrestler e ex ginnasta statunitense
- 1990 - Yoann Court, calciatore francese
- 1990 - Silas Daniel Satonho Satonho, calciatore angolano
- 1990 - Lelisa Desisa, maratoneta etiope
- 1990 - Keiler García, calciatore cubano
- 1990 - Emiliano García, calciatore uruguaiano
- 1990 - Grant Gustin, attore, cantante e ballerino statunitense
- 1990 - Artem Hromov, calciatore ucraino
- 1990 - Michael Huber, calciatore austriaco
- 1990 - Edward Kpodo, ex calciatore ghanese
- 1990 - Noé Kwin, calciatore camerunese
- 1990 - Rémi Lamerat, rugbista a 15 francese
- 1990 - Jul, rapper francese
- 1990 - Federica Marzi, ex calciatrice e giocatrice di calcio a 5 italiana
- 1990 - Junior Mbida, cestista camerunese
- 1990 - Christopher Rungkat, tennista indonesiano
- 1990 - Tom Scully, ex ciclista su strada e ex pistard neozelandese
- 1990 - Áron Szilágyi, schermidore ungherese
- 1990 - Joel Wright, cestista statunitense
- 1990 - Iryna Žuravs'ka, modella ucraina
- 1991 - Azmahar Ariano, calciatore panamense
- 1991 - Justice Cunningham, giocatore di football americano statunitense
- 1991 - Matteo Dal-Cin, ciclista su strada canadese
- 1991 - Marco De Vito, calciatore italiano
- 1991 - Wes Foderingham, calciatore inglese
- 1991 - Ninos Gouriye, calciatore olandese
- 1991 - Torric Jebrin, calciatore ghanese
- 1991 - Nemanja Lakić-Pešić, calciatore serbo
- 1991 - Marcos Antônio Almeida Silva, calciatore brasiliano
- 1991 - Jeanine Mason, attrice e ballerina statunitense
- 1991 - Nik'a Met'reveli, ex cestista georgiano
- 1991 - Murehemaitijiang Mozhapa, calciatore cinese
- 1991 - Ifedayo Olusegun, calciatore nigeriano
- 1992 - Ahad Azam, calciatore israeliano
- 1992 - Robbie Brady, calciatore irlandese
- 1992 - Eleonora Cortini, personaggio televisivo e showgirl italiana
- 1992 - Enzo Díaz, calciatore argentino
- 1992 - Tom Eaves, calciatore inglese
- 1992 - Emiliano Ellacopulos, calciatore argentino
- 1992 - Sergio Hipperdinger, ex calciatore argentino
- 1992 - Hsu Chieh-yu, tennista taiwanese
- 1992 - Jules Iloki, ex calciatore francese
- 1992 - James O'Shaughnessy, giocatore di football americano statunitense
- 1992 - Jace Olsen, pallavolista statunitense
- 1992 - Maher Sabra, calciatore libanese
- 1992 - Nimue Smit, modella olandese
- 1992 - Marko Tešija, calciatore croato
- 1992 - Xavier Vieira, calciatore andorrano
- 1992 - Andrés Vilches, calciatore cileno
- 1992 - Wang Qiang, tennista cinese
- 1992 - Zhu Mingye, schermitrice cinese
- 1993 - Mahmood Al-Mushaifri, calciatore omanita
- 1993 - Oscar Benítez, calciatore argentino
- 1993 - Daniel Bessa, calciatore brasiliano
- 1993 - Damla Colbay, attrice turca
- 1993 - Fabricio Formiliano, calciatore uruguaiano
- 1993 - James Rungaru, maratoneta e mezzofondista keniota
- 1993 - Luigi Iovino, politico italiano
- 1993 - Marija Lasickene, altista russa
- 1993 - Márcio Marcelo Leite Júnior, ex calciatore brasiliano
- 1993 - Ryan Mather, pallavolista statunitense
- 1993 - Kévin Mayi, calciatore francese
- 1993 - Abbie McManus, ex calciatrice britannica
- 1993 - David Nwaba, cestista statunitense
- 1993 - Tó Zé, calciatore portoghese
- 1993 - Molly Tuttle, cantautrice statunitense
- 1993 - C.J. Uzomah, giocatore di football americano statunitense
- 1994 - Rodrigo Abascal, calciatore uruguaiano
- 1994 - Ruan Renato Bonifácio Augusto, calciatore brasiliano
- 1994 - Benjamin Bourigeaud, calciatore francese
- 1994 - Eric Curbelo, calciatore spagnolo
- 1994 - Semën Dmitriev, pallavolista russo
- 1994 - Dricus Du Plessis, artista marziale misto sudafricano
- 1994 - Muktar Edris, mezzofondista etiope
- 1994 - Lotte Flack, attrice tedesca
- 1994 - Thomas Hettegger, ex sciatore alpino austriaco
- 1994 - Nathan Kabasele, ex calciatore belga
- 1994 - Kai, ballerino, cantante e modello sudcoreano
- 1994 - Denis Kolinger, calciatore croato
- 1994 - Beatrix Larger, hockeista su ghiaccio italiana
- 1994 - Tanja Larger, hockeista su ghiaccio italiana
- 1994 - Sebastián Rincón, calciatore colombiano
- 1994 - Sarah Schmid, pallavolista statunitense
- 1994 - Farley Vieira Rosa, calciatore brasiliano
- 1994 - Vivien Wulf, attrice tedesca
- 1995 - Hakim Borahsasar, calciatore belga
- 1995 - Mihai Bălașa, calciatore rumeno
- 1995 - Giōrgos Diamantakos, cestista greco
- 1995 - Eleanor Harvey, schermitrice canadese
- 1995 - Nicolas Huber, snowboarder svizzero
- 1995 - Jessica January, cestista statunitense
- 1995 - Alina Makarenko, ginnasta russa
- 1995 - Sofia Marangoni, cestista italiana
- 1995 - Anastasija Merkušyna, biatleta ucraina
- 1995 - Erkebulan Tuńǵyshbaev, calciatore kazako
- 1995 - Lucas Venuto, calciatore brasiliano
- 1995 - Xun Fangying, tennista cinese
- 1996 - Justin Bibbs, cestista statunitense
- 1996 - Samer Bisharat, attore e musicista palestinese
- 1996 - Victor Edvardsen, calciatore svedese
- 1996 - Jon Gorenc-Stanković, calciatore sloveno
- 1996 - Andrej Magdevski, cestista macedone
- 1996 - Aimi Nouchi, judoka giapponese
- 1996 - Christian Rivera, calciatore colombiano
- 1996 - Javier Rojas, calciatore boliviano
- 1996 - Zhao Rui, cestista cinese
- 1996 - Nikita Černov, calciatore russo
- 1997 - Sandro Altunashvili, calciatore georgiano
- 1997 - Francesco Bagnaia, pilota motociclistico italiano
- 1997 - Zayed Al-Ameri, calciatore emiratino
- 1997 - Byun Sang-il, goista sudcoreano
- 1997 - María Conde, cestista spagnola
- 1997 - Keke Coutee, giocatore di football americano statunitense
- 1997 - Alice Foti, calciatrice italiana
- 1997 - Nina Glonti, cestista russa
- 1997 - Volodymyr Kryns'kyj, calciatore ucraino
- 1997 - David Krämer, cestista austriaco
- 1997 - Randall Leal, calciatore costaricano
- 1997 - Joey Luthman, attore statunitense
- 1997 - Yahya Nadrani, calciatore francese
- 1997 - Nikolaj Obol'skij, calciatore russo
- 1997 - Matías Reali, calciatore argentino
- 1997 - Bryan Segura, calciatore costaricano
- 1997 - Snorre Strand Nilsen, calciatore norvegese
- 1997 - Cedric Teuchert, calciatore tedesco
- 1997 - Anastasija e Maria Tolmačëvy, cantante e attrice russa
- 1997 - Evandro da Silva, calciatore brasiliano
- 1998 - Benjamin Azamati, velocista ghanese
- 1998 - Ciaron Brown, calciatore nordirlandese
- 1998 - Tyson Carter, cestista statunitense
- 1998 - George Cox, calciatore inglese
- 1998 - Nicolás Digiano, calciatore argentino
- 1998 - Lester Nowhere, produttore discografico e arrangiatore italiano
- 1998 - Roman Fuchs, nuotatore francese
- 1998 - Enzo Gaggi, calciatore argentino
- 1998 - Pauline Grabosch, pistard tedesca
- 1998 - Maddison Inglis, tennista australiana
- 1998 - Mads Emil Madsen, calciatore danese
- 1998 - Sylvain Moniquet, ciclista su strada belga
- 1998 - Niilo Mäenpää, calciatore finlandese
- 1998 - Nick Romeo Reimann, attore e doppiatore tedesco
- 1998 - Matías Roskopf, calciatore argentino
- 1998 - Filip Stanić, cestista tedesco
- 1998 - Crystal Weekes, taekwondoka portoricana
- 1999 - Ștefan Berariu, canottiere rumeno
- 1999 - Tariq Castro-Fields, giocatore di football americano statunitense
- 1999 - Luca Colnaghi, ciclista su strada italiano
- 1999 - Jaelon Darden, giocatore di football americano statunitense
- 1999 - Rarmani Edmonds-Green, calciatore inglese
- 1999 - Stefan Kovač, calciatore bosniaco
- 1999 - Emerson Royal, calciatore brasiliano
- 1999 - Andrija Marjanović, cestista serbo
- 1999 - Francisco Javier Montero Rubio, calciatore spagnolo
- 1999 - Declan Rice, calciatore inglese
- 1999 - João Silva, calciatore portoghese
- 1999 - Ivan Smirnov, pistard e ciclista su strada russo
- 1999 - D'Andre Swift, giocatore di football americano statunitense
- 1999 - Lautaro Valenti, calciatore argentino
- 2000 - Mouhcine Bouriga, calciatore marocchino
- 2000 - Jonathan David, calciatore canadese
- 2000 - Bartol Franjić, calciatore croato
- 2000 - Luis Ingolotti, calciatore argentino
- 2000 - Mohammed Kna'an, calciatore israeliano
- 2000 - Jack McMillan, nuotatore britannico
- 2000 - Anrijs Miška, cestista lettone
- 2000 - Edanyilber Navas, calciatore venezuelano
- 2000 - Zinédine Ould Khaled, calciatore francese
- 2000 - Maria Palama, calciatrice greca
- 2000 - Axel Pandiani, calciatore uruguaiano
- 2000 - Anian Sossau, fondista tedesco
- 2000 - Diego Valencia, calciatore cileno
- 2000 - Xie Ke, goista cinese
- 2000 - Marcel Zylla, calciatore tedesco

## XXI secolo(40)
- 2001 - Albin Berisha, calciatore kosovaro
- 2001 - Myron Boadu, calciatore olandese
- 2001 - Altin Bytyçi, calciatore kosovaro
- 2001 - Andreas Chrysostomou, calciatore cipriota
- 2001 - Cora Jade, wrestler statunitense
- 2001 - Yrick Gallantes, calciatore filippino
- 2001 - Pierre-Pascal Keup, ciclista su strada e pistard tedesco
- 2001 - William Blume Levy, ciclista su strada e pistard danese
- 2001 - Pablo Minissale, calciatore argentino
- 2001 - Valentin Paret-Peintre, ciclista su strada francese
- 2001 - Luiz Júnior, calciatore brasiliano
- 2001 - Anssi Suhonen, calciatore finlandese
- 2001 - Il'ja Vachanija, calciatore russo
- 2001 - Nihad Muhammad, calciatore iracheno
- 2002 - Tawfik Bentayeb, calciatore marocchino
- 2002 - Mathias Guillemette, pistard e ciclista su strada canadese
- 2002 - Jordan Hall, cestista statunitense
- 2002 - Gavin Kizito, calciatore ugandese
- 2002 - Thomas Luciano, calciatore brasiliano
- 2002 - Étienne Youté Kinkoué, calciatore francese
- 2003 - Arthur Atta, calciatore francese
- 2003 - Martim Neto, calciatore portoghese
- 2003 - Josephine Højbjerg, attrice danese
- 2003 - Marcelo Esponda, calciatore argentino
- 2003 - Giovanni Fabbian, calciatore italiano
- 2003 - Frans Krätzig, calciatore tedesco
- 2003 - Andrea Oliveri, calciatore italiano
- 2003 - Shemar Turner, giocatore di football americano statunitense
- 2003 - Berkay Vardar, calciatore turco
- 2004 - Sidi Bane, calciatore senegalese
- 2004 - Bram Lagae, calciatore belga
- 2004 - Ri Il-song, calciatore nordcoreano
- 2004 - Leon King, calciatore scozzese
- 2005 - Kim Yoo-bin, attrice sudcoreana
- 2005 - Simoné Kruger, atleta paralimpica sudafricana
- 2005 - Henry Pollock, rugbista a 15 inglese
- 2006 - Samuele Miccoli, cestista italiano
- 2006 - Victor Orakpo, calciatore nigeriano
- 2006 - Mateo Silvetti, calciatore argentino
- 2007 - Valentina Bisi, nuotatrice artistica italiana